# Chrysops peruvianus
Chrysops peruvianus är en tvåvingeart som beskrevs av Krober 1925. Chrysops peruvianus ingår i släktet Chrysops och familjen bromsar. Inga underarter finns listade i Catalogue of Life.